# Мармарай

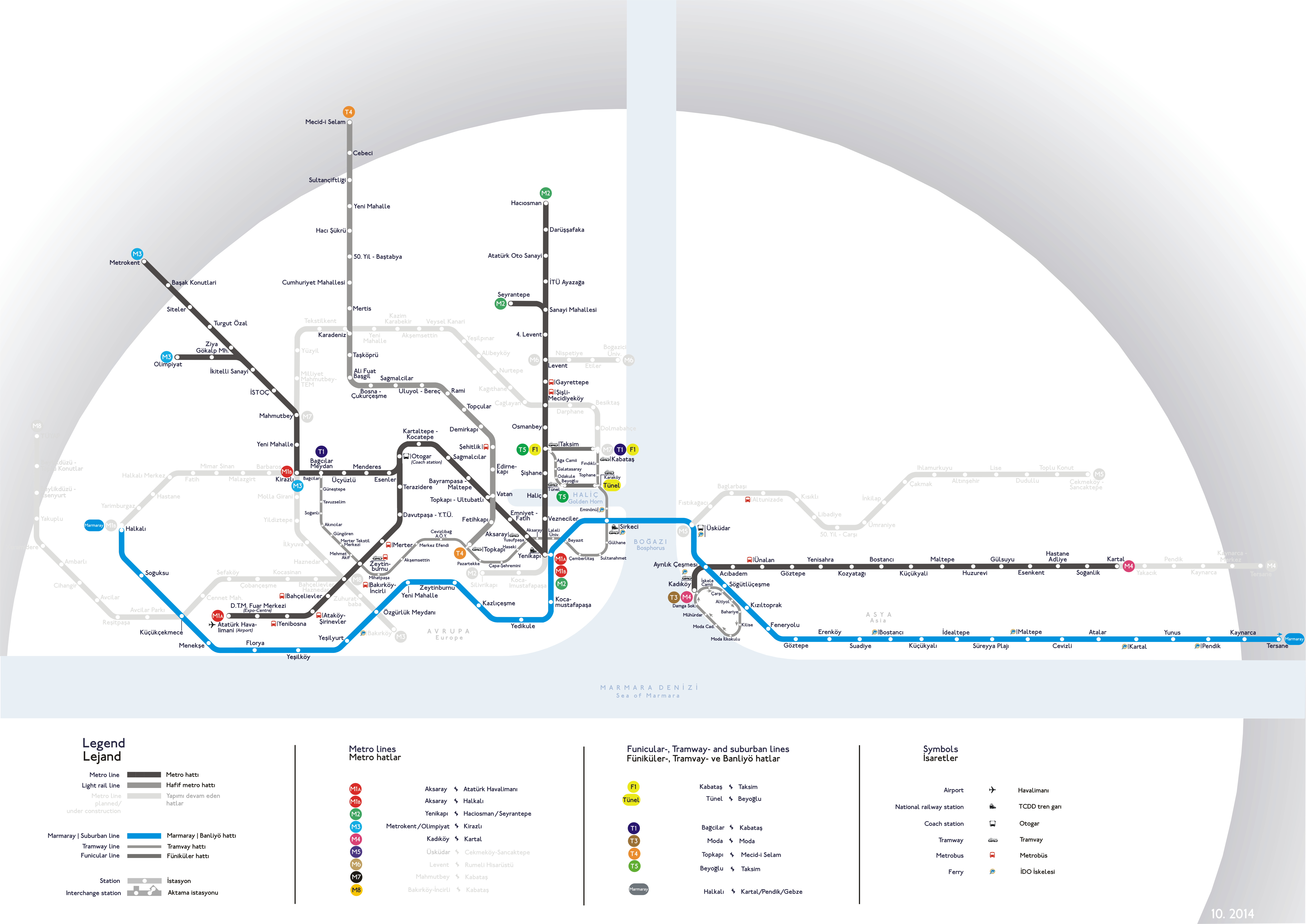
Мармарай (синім) на схемі громадського транспорту Стамбула

41°01′09″ пн. ш. 28°59′48″ сх. д. / 41.0193° пн. ш. 28.9967° сх. д.
Мармара́й (тур. Marmaray вимовляється [ˈmarmaraj] ( прослухати))  — S-bahn, Стамбул, Туреччина, складається з підводного залізничного тунелю та модернізованих залізничних ліній, що прямують уздовж Мармурового моря від Халкали (Фракія) до Гебзе (Анатолія). Відкритий для руху поїздів 29 жовтня 2013 року. Це найглибший підводний тунель, споруджений методом зануреної труби. Назва Marmaray (Залізниця Мармурового моря) походить від поєднання назви Мармурового моря, розташованого на південь від залізниці, та ray, що турецькою позначає залізничний транспорт. Відкрито 12 березня 2019 року

## Проєкт
Цей проєкт включає 13,6 км залізниці, що перетинає Босфор, модернізацію 63 км приміської залізниці і створення 76,3 км залізниці з високою пропускною спроможністю між Гебзе і Халкали.
Босфор перетинає стійка до землетрусів занурена труба завдовжки 1.4 км маючи 11 секцій (вісім — 135 м, дві — 98,5 м, і один елемент має 110 метри завдовжки) і вагою до 18000 тонн. Секції розташовані на глибині 60 м нижче рівня моря: 55 м під водою і 4.5 м під землею. Вхід до тунелю у Казличешме з європейського боку і в Айриликчешме з анатолійського боку Стамбула. Нові станції метрополітену були побудовані в Єнікапи, Сіркеджі й Ускюдар. 37 наземних станцій метрополітену відремонтовано і реконструйовано. Станції Єнікапи та Айриликчешмесі є пересадними на лінії Стамбульське метро й Стамбульське легке метро Час поїздки з Гебзе до Халкали займає 104 хвилини.
Будівництво Мармарай розпочалось у травні 2004 року. Будівництво тунелю було завершено 23 вересня 2008 року, з офіційною церемонією в ознаменування завершення будівництва тунелю 13 жовтня. Пуск у дію планувався на 2012.
14 листопада 2008 року Хундай Ротем оголосило, що виграло тендер на поставку рухомого складу, на суму €580 млн для придбання 440 потягів 5 або 10 вагонів у кожному. Поставки будуть здійсненні між 2011 й 2014
Після завершення будівництва в Стамбулі збільшиться перевезення залізницею від 3,6 % до 27,7 %, що виведе його на третє місце у світі після Токіо (60 %) й Нью-Йорка (31 %).

## Станції
| Станція                 | Фото | Район           | Тип станції | Відкриття       | Пересадка                                           |
| ----------------------- | ---- | --------------- | ----------- | --------------- | --------------------------------------------------- |
| Атакьой                 |      | Бакиркьой       | Наземна     | 12 березня 2019 | (Атакьой)                                           |
| Аталар                  |      | Картал          | Віадук      | 12 березня 2019 | —                                                   |
| Аїдинтепе               |      | Тузла           | Наземна     | 12 березня 2019 | —                                                   |
| Айрилик-Чешмесі¤        |      | Кадикьой        | Наземна     | 29 жовтня 2013  | (Айрилик-Чешмесі)                                   |
| Бакиркьой¤              |      | Бакиркьой       | Наземна     | 12 березня 2019 | ・ (Озгюрлюк-мейдани)                               |
| Башак                   |      | Картал          | Наземна     | 12 березня 2019 | —                                                   |
| Бостанджи¤              |      | Кадикьой        | Наземна     | 12 березня 2019 | ・ (İDO Бостанджи・ Бостанджи-Іскелесі)             |
| Джевізлі                |      | Картал          | Наземна     | 12 березня 2019 | —                                                   |
| Чаїрова                 |      | Гебзе           | Наземна     | 12 березня 2019 | —                                                   |
| Дариджа                 |      | Дариджа         | Наземна     | 12 березня 2019 | —                                                   |
| Еренкьой                |      | Кадикьой        | Наземна     | 12 березня 2019 | —                                                   |
| Фенерйолу               |      | Кадикьой        | Наземна     | 12 березня 2019 | —                                                   |
| Флор'я                  |      | Бакиркьой       | Наземна     | 12 березня 2019 | —                                                   |
| Флор'я-Акваріум         |      | Бакиркьой       | Наземна     | 12 березня 2019 | —                                                   |
| Гебзе#                  |      | Дариджа & Гебзе | Наземна     | 12 березня 2019 | ・                                                  |
| Гьозтепе¤               |      | Кадикьой        | Наземна     | 12 березня 2019 | Тютюнджю Мехмет Ефенді                              |
| ГТЮ - Фатіх             |      | Гебзе           | Наземна     | 12 березня 2019 | —                                                   |
| Гюзельяли               |      | Пендік          | Наземна     | 12 березня 2019 | —                                                   |
| Халкали#                |      | Кючюкчекмедже   | Наземна     | 12 березня 2019 | ・                                                  |
| Ічмелер¤                |      | Тузла           | Наземна     | 12 березня 2019 | Ічмелер/Тузла Беледієсі                             |
| Ідеалтепе               |      | Малтепе         | Наземна     | 12 березня 2019 | —                                                   |
| Картал                  |      | Картал          | Віадук      | 12 березня 2019 | —                                                   |
| Каїнарджа               |      | Пендік          | Наземна     | 12 березня 2019 | —                                                   |
| Казличешме ¤            |      | Зеїтінбурну     | Віадук      | 29 жовтня 2013  | лінія T6 Сіркеджі-Казличешме                        |
| Кючюкчекмедже¤          |      | Кючюкчекмедже   | Наземна     | 12 березня 2019 | лінія М20 Інджирлі - TÜYAP · Стамбульський метробус |
| Кючюк'яли               |      | Малтепе         | Наземна     | 12 березня 2019 | —                                                   |
| Малтепе¤                |      | Малтепе         | Наземна     | 12 березня 2019 | (İDO Maltepe)                                       |
| Мустафа Кемаль          |      | Кючюкчекмедже   | Наземна     | 12 березня 2019 | —                                                   |
| Османгазі               |      | Дариджа         | Наземна     | 12 березня 2019 | —                                                   |
| Пендік                  |      | Пендік          | Наземна     | 12 березня 2019 | ・ ・・ (İDO Пендік)                                |
| Сіркеджі                |      | Фатіх           | Підземна    | 29 жовтня 2013  | ・ (Сіркеджі・Еміньоню・BUDO Еміньоню)              |
| Сьог'ютлючешме          |      | Кадикьой        | Віадук      | 12 березня 2019 | ・ ・                                               |
| Суадіє                  |      | Кадикьой        | Наземна     | 12 березня 2019 | —                                                   |
| Сюрейя-плажи            |      | Малтепе         | Наземна     | 12 березня 2019 | —                                                   |
| Терсане                 |      | Пендік          | Наземна     | 12 березня 2019 | —                                                   |
| Тузла                   |      | Тузла           | Наземна     | 12 березня 2019 | —                                                   |
| Ускюдар                 |      | Ускюдар         | підземна    | 29 жовтня 2013  | Ускюдар・                                           |
| Єнікапи                 |      | Фатіх           | підземна    | 29 жовтня 2013  | ・ ・                                               |
| Єнімахалле              |      | Зеїтінбурну     | Наземна     | 12 березня 2019 | —                                                   |
| Ешилкьой                |      | Бакиркьой       | Наземна     | 12 березня 2019 | —                                                   |
| Єшилюрт                 |      | Бакиркьой       | Наземна     | 12 березня 2019 | —                                                   |
| Юнус                    |      | Картал          | Наземна     | 12 березня 2019 | —                                                   |
| Зеїтінбурну - Фішекхане |      | Зеїтінбурну     | Наземна     | 12 березня 2019 | —                                                   |

## Проєкт Мармарай у цифрах
- Довжина коридору — 76,3 км
- Довжина тунелю — 13,6 км
- Довжина підводної частини тунелю із занурених секцій — 1387 м
- Максимальна глибина підводної частини тунелю — 60,45 м
- Мінімальний радіус кривої — 300 м
- Кількість станцій
  - Наземних — 37
  - Підземних — 3
  - Пересадних — 4
  - Для приймання міжміських потягів — 8
- Середня відстань між станції — 1,9 км
- Кількість приміських 10 вагонних електропотягів — 44
- Максимальна швидкість — 100 км/год
- Мінімальний інтервал між потягами — 120 сек
- Пропускна здатність тис. осіб/год в кожному напрямку — 75

## Рухомий склад
Marmaray використовує рухомий склад TCDD E32000, виготовлений компанією Hyundai Rotem, у конфігураціях десять та п'ять вагонів у потязі. Кошторисна вартість контракту — €580 млн та передбачає випуск 440 вагонів на місцевому заводі TÜVASAŞ.
На лінії (по-одному з кожного краю) є два електродепо.

## Проблеми
Відставання в реалізації проєкту від запланованого терміну будівництва відбулося через археологічні розкопки. Згідно з новітніми даними перші поселення на місці сьогоденного Стамбула було 6 000 років до Р. Х.
Тунель знаходиться лише за 11 км від Північно-Анатолійського розлому. Імовірність землетрусу 7 балів за шкалою Ріхтера становить 77 %. Задля збільшення стійкості тунелю зроблено бетонне ін'єкціювання вздовж тунелю на глибину до 24 м. Стіни тунелю покриті водонепроникною оболонкою поверх неї сталевим шаром. На стиках секцій встановлені шарніри для запобігання руйнації на випадок землетрусу. На випадок прориву води на стиках секцій встановлені шлюзи задля уникнення затоплення всього тунелю.

## Фінансування
Японський банк міжнародної співпраці (ЯБМС) й Європейський інвестиційний банк (ЄІБ) фінансують цей проєкт. На квітень 2006 року, ЯМБС надало 111 млрд ієн й ЄІБ 1,05 млрд євро. Загальна вартість проєкту €2.5 млрд.
Будівництво тунелю обійшлося в 3,5 млрд доларів. Із врахуванням під'їзних колій, з'єднання із мережею існуючих автошляхів та інфраструктури, вартість проєкту склала 5 млрд доларів.